# Campeonato Goiano 2005
In 2005 werd het 62ste Campeonato Goiano gespeeld voor voetbalclubs uit Braziliaanse staat Goiás. De competitie werd georganiseerd door de FGF en werd gespeeld van 15 januari tot 17 april. Vila Nova werd kampioen.

## Eerste fase

### Groep A
| Plaats | Club         | Wed. | W | G | V  | Saldo | Ptn. |
| ------ | ------------ | ---- | - | - | -- | ----- | ---- |
| 1.     | Goiás        | 17   | 9 | 5 | 3  | 41:22 | 32   |
| 2.     | Mineiros     | 17   | 7 | 5 | 5  | 27:22 | 26   |
| 3.     | Aparecidense | 17   | 7 | 5 | 5  | 23:22 | 26   |
| 4.     | Goiatuba     | 17   | 7 | 3 | 7  | 23:28 | 24   |
| 5.     | CRAC         | 17   | 6 | 6 | 5  | 22:16 | 24   |
| 6.     | Anápolis     | 17   | 5 | 2 | 10 | 19:30 | 17   |

|  | Geplaatst voor tweede fase |
|  | Degradatie                 |

### Groep B
| Plaats | Club             | Wed. | W | G | V  | Saldo | Ptn. |
| ------ | ---------------- | ---- | - | - | -- | ----- | ---- |
| 1.     | Vila Nova        | 17   | 9 | 3 | 5  | 28:20 | 30   |
| 2.     | Grêmio Inhumense | 17   | 7 | 4 | 6  | 31:32 | 25   |
| 3.     | Anapolina        | 17   | 6 | 5 | 6  | 30:29 | 23   |
| 4.     | Jataiense        | 17   | 5 | 6 | 6  | 18:26 | 21   |
| 5.     | Itumbiara        | 17   | 5 | 3 | 9  | 24:29 | 18   |
| 6.     | Goiânia          | 17   | 4 | 3 | 10 | 19:29 | 15   |

|  | Geplaatst voor tweede fase |
|  | Degradatie                 |

## Tweede fase
In geval van gelijkspel worden er strafschoppen genomen. 
|  | Halve finale     | Halve finale | Halve finale |       |           | Finale | Finale | Finale |
|  |                  |              |              |       |           |        |        |        |
|  | Mineiros         | 1            | 0            |       |           |        |        |        |
|  | Vila Nova        | 1            | 1            |       |           |        |        |        |
|  | Vila Nova        | 1            | 1            |       | Vila Nova | 1      | 0 (3)  |        |
|  |                  |              |              |       | Vila Nova | 1      | 0 (3)  |        |
|  |                  | Goiás        | 1            | 0 (1) |           |        |        |        |
|  | Grêmio Inhumense | Goiás        | 1            | 0 (1) | 1         | 1      |        |        |
|  | Grêmio Inhumense |              |              |       | 1         | 1      |        |        |
|  | Goiás            | 1            | 2            |       |           |        |        |        |

### Kampioen
| Campeonato Goiano de 2005      |
| Goiás                          |
| ------------------------------ |
| VILA NOVA Kampioen (15° titel) |